# Új csaj
Az Új csaj (eredeti cím: New Girl) egy amerikai szitkom televíziós sorozat, ami 2011. szeptember 20-án debütált a Fox-on. A sorozat alkotója Elizabeth Meriwether. A történet egy szokatlan tanár, Jess (Zooey Deschanel) élete körül forog, miután elköltözött egy LA lakásba három férfi, Nick (Jake Johnson), Schmidt (Max Greenfield) és Winston (Lamorne Morris) mellé. Jess legjobb barátja, Cece (Hannah Simonne), és Coach (Damon Wayans Jr.) szintén főszereplőként jelennek meg. A sorozatban komédiai és drámai elemek vannak összekeverve, ahogyan a karakterek, akik a korai harmincas éveikben vannak, megküzdenek a lejáró kapcsolatokkal és a karrier választásokkal. A sorozat negyedik évada 2014. szeptember 16-án kezdődött el. 2015. március 31-én berendelték az ötödik évadot.

## Ismertető
Jessica "Jess" Christopher Day (Zooey Deschanel) egy felpezsdült fiatal nőszemély, aki egy Los Angeles-i középiskolában tanít. Jess hazamegy, de váratlan meglepetésként éri, mikor rajtakapja barátját egy másik csajjal. Ezután elhatározza, hogy keres egy lakást és szerencséjére sikerül is egyet találnia, aminek a feltétele, hogy három férfival (Nick, Schmidt and Coach) kell laknia. A pilot epizód után, Coach, aki korábban Nick-kel és Schmidt-tel élt a lakásban, fel lett váltva és helyére Winston került. Cece, Jess gyerekkori legjobb barátnője és egyben sikeres divatmodell szintén megjelenik különböző részekben. Coach visszatér a padlásszobába a 3. évadban.

## Főszereplők
- Zooey Deschanel - Jessica "Jess" Christopher Day: Egy felpezsdült, szokatlan tanár a korai harmincas éveiben, aki Portland-ből, Oregon-ból származik. Szülei elváltak, van egy nővére. Szinte mindig optimista, eléggé naiv. Az 1. részben beköltözik a srácok apartmanjába, ahol Nick, Schmidt és Coach átsegítik a fájdalmas szakításon.
- Jake Johnson - Nicholas "Nick" Miller: Pultos a helyi bárban, általában mogorva, cinikus, pesszimista és állandóan le van égve. Chicago-ból származik. Az apjával való kapcsolata enyhén szólva rossz.
- Max Greenfield - Schmidt: Kezdetben egy jólmenő üzleti vállalatnál dolgozik, mint egyedüli férfi beosztott. Enyhén szólva sznob, maximalista, munka- és rendmániás. Régebben túlsúlyos volt.
- Lamorne Morris - Winston Bishop: Afroamerikai volt kosarazó, az elmúlt két évet Lettországban töltötte. Miután visszaköltözik a lakásba (1x02) megpróbál újra beilleszkedni a társadalomba, munkát keres és meglátogatja az exbarátnőjét Shelby-t. Először részmunkaidős dadus, majd személyi asszisztens lesz, később pedig rádiós műsorvezető. Apja hároméves korában elhagyta a családot, így az egyetlen apafiguraként szolgáló ember egész életében Nick apja volt.
- Hannah Simone - Cecilia "Cece" Parekh: Egy divatmodell és Jess legjobb barátja gyerekkora óta. Kezdetekben szkeptikus Jess szobatársaival szemben. Elege van abból, hogy az összes pasija státusszimbólumként használja. Indiai származású.
- Damon Wayans Jr. - Ernie "Coach" Tagliaboo: személyi edző, nem jön ki túl jól a nőkkel. Eredeti nyelven a beceneve (Coach = mester) is utal foglalkozására.

## Gyártás

### Kezdetek

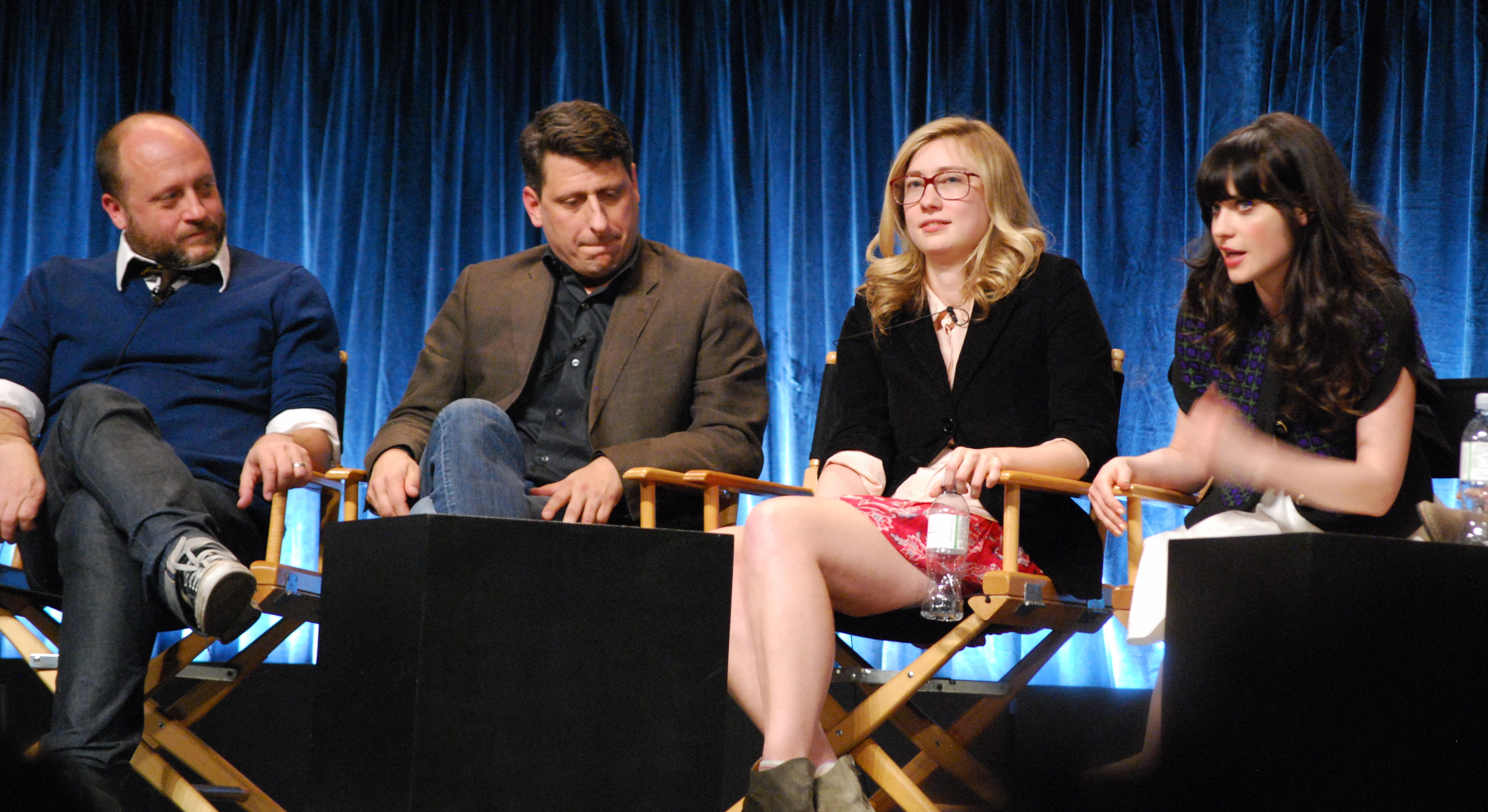
A vezető producerek Dave Finkel, Brett Baer, Elizabeth Meriwether és a producer/színésznő Zooey Deschanel a 2012-es Paley Fest-en.

A 20th Century Fox Television már 2008-ban tárgyalt Elizabeth Meriwether-rel a sorozat pilotjáról, de egyelőre hagyták a témát. Meriwether romantikus filmjének, a No Strings Attached-nek a sikerére felbuzdulva, a 20th Century Fox még egyszer felkereste őt az ötlettel kapcsolatban és ő felvetett egy ötletet egy vígjátéksorozat számára, ami egy szokatlan csajról szól, aki három egyedülálló férfihez költözik. A műsor eredeti címe Chicks and Dicks lett volna és Jess, valamint Schmidt már véglegesnek számított benne. Az eredeti elképzelés szerint egy Will és Grace szerű vígjátéksorozatot tervezett Meriwether, aki szoros barátságot kötött egy sráccal, miután az exeik egymással randiztak. A Fox csatorna kedvelte a forgatókönyvet és Zooey Deschanel-t kérték fel Jess szerepére. A forgatókönyv fejlesztése közben a cselekmény egyre jobban eltávolodott a kezdeti, szobatársak közötti szexuális törekvésektől és sokkal szociálisabb irányba váltott át, ezért a címet megváltoztatták Új csajra.
A Fox zöldutat adott a sorozatnak 2011-ben és berendeltek hozzá 13 részt. Meriwether Jake Kasdan-hoz közeledett, hogy leforgassák a pilotot és az azt követő részeket. Elizabeth csodálja a munkájáért a kavarós vígjátékban és egyben az érzelmes Freaks and Greeks-ben. Brett Baer és Dave Finkel, akik korábban a 30 Rock‍‍-on dolgoztak, társshowrunner-ekké váltak, habár Meriwether tmég mindig az Új csaj műsor mögötti hangnak tekinthetjük. A The New Republic szerint Kasdan segített fejleszteni a műsor érzését, amely sötétebben és filmszerűbben világított, mint egy átlagos szitkom. A sorozat összekeveri a komédiát és a drámát, amikor az öt szereplő felfedezi a különbséget a 30-as és a 40-es évek között és sok ember megteszi lépéseit a kapcsolatok és a karrier tekintetében, valamint ad a sorozatnak egy "beépített biológiai órát". Kashan elmondta, hogy "Az életük előre halad, [de] még mindig próbálnak kapaszkodni a őrült fiatalok néhány fajtájához", ámbár ő nem "akarja őket szánalmasnak mutatni".
Stephanie Counts és Shari Gold forgatókönyvírók egy 87 oldalas pert nyújtottak be 2014 januárjában, hogy az Új csaj a 2006-os forgatókönyvükön alapult, amit tv-sorozatnak javasoltak akkoriban. A Fox 2014 áprilisában adott választ, miszerint "A két mű lényegében nem hasonló és a hasonlóságok máshonnan eredtek." Végül a bíró elutasította az ügyet.

## Epizódok
| Évad | Évad | Részek száma | Részek száma | Eredeti sugárzás     | Eredeti sugárzás | Eredeti adó | Magyar sugárzás    | Magyar sugárzás    | Magyar adó            |
| Évad | Évad | Részek száma | Részek száma | Évadbemutató         | Évadzáró         | Eredeti adó | Évadbemutató       | Évadzáró           | Magyar adó            |
| ---- | ---- | ------------ | ------------ | -------------------- | ---------------- | ----------- | ------------------ | ------------------ | --------------------- |
|      | 1.   | 24           | 24           | 2011. szeptember 20. | 2012. május 8.   | Fox         | 2015. október 23.  | 2015. december 10. | RTL II                |
|      | 2.   | 25           | 25           | 2012. szeptember 25. | 2013. május 14.  | Fox         | 2016. március 24.  | 2016. május 2.     | RTL II                |
|      | 3.   | 23           | 23           | 2013. szeptember 17. | 2014. május 6.   | Fox         | 2016. május 3.     | 2016. június 6.    | RTL II                |
|      | 4.   | 22           | 22           | 2014. szeptember 16. | 2015. május 5.   | Fox         | 2017. október 17.  | 2017. november 15. | RTL II                |
|      | 5.   | 22           | 22           | 2016. január 5.      | 2016. május 10.  | Fox         | 2017. december 29. | 2018. január 8.    | Comedy Central Family |
|      | 6.   | 22           | 22           | 2016. szeptember 20. | 2017. április 4. | Fox         | 2018. május 26.    | 2018. október 13.  | Comedy Central Family |
|      | 7.   | 8            | 8            | 2018. április 10.    | 2018. május 22.  | Fox         | 2018. december 1.  | 2018. december 8.  | Comedy Central Family |